# Дейша-Сионицкая, Мария Адриановна
Мари́я Адриа́новна Де́йша-Сиони́цкая (Сионицкая — сценический псевдоним с 1884 года, урождённая Дейша; 22 октября [3 ноября] 1859, Чернигов, Российская империя — 25 августа 1932, Коктебель, Крымская АССР, РСФСР, СССР) — русская оперная и камерная певица (драматическое-сопрано), в разное время солистка Мариинского и Большого театров, вокальный педагог и музыкально-общественный деятель, заслуженная артистка императорских театров (декабрь 1903). Автор популярной среди вокалистов книги «Пение в ощущениях».

## Биография
Родилась 22 октября (3 ноября по новому стилю) 1859 года (в некоторых источниках в 1861 году) в Чернигове в бедной семье.
В десять лет, выступив в любительском концерте, привлекла внимание публики красивым голосом. Пению обучалась с 1878 года в Киевском музыкальном училище (класс И. Кравцова), с 1879 года — в Петербургской консерватории (класс Е. Ф. Цванцигер, в 1880—1881 годах класс К. Эверарди).
Летом 1881 года выступила в благотворительном концерте в Курске. Городские меценаты собрали 4 тыс. руб. на её поездку в Вену, где она совершенствовалась в пении у Матильды Маркези.
В 1882 году вместе со своим педагогом переехала в Париж, где её голос услышал главный дирижёр «Гранд-Опера» Эдуар Колонн и предложил ей дебют на сцене прославленного театра. Однако певица решила вернуться в Россию и в 1883 дебютировала в партии Аиды (одноимённая опера Джузеппе Верди) в петербургском Мариинском театре, где пела до 1891 года; затем до 1908 — на сцене московского Большого театра (дебютировала в партии Татьяны — «Евгений Онегин» П. И. Чайковского; прощальный бенефис в партии Наташи — «Русалка» А. С. Даргомыжского).
В летние периоды 1883 и 1892 годов совершенствовалась в вокальном искусстве в Италии.
С 1899 года Дейша-Сионицкая активно участвовала в деятельности «Кружка любителей русской музыки». С 1898 года — член «Московского общества содействия по устройству общеобразовательных народных развлечений», организованного В. Серовой.
В 1903 году выступила в юбилейном концерте Н. Лысенко в Киеве, в 1907 по просьбе писателя М. Коцюбинского дала концерт украинской музыки в Чернигове (совместно с Н. Лысенко).
Принимала участие в организации и проведении тематических вечеров «Концерты иностранной музыки» (1906—1908; состоялось три концерта). В 1907—1911 годах вместе с Б. Яворским организовала 15 бесплатных «Музыкальных выставок», проходивших в зале Синодального училища (Москва), где исполнялись преимущественно произведения русских композиторов. С большим успехом выступала с концертами в Париже и Бельгии.
В 1913 выступала на вечере памяти Михаила Щепкина, где исполнила драматическую роль Тетяны («Москаль-чарівник» И. Котляревского).
В 1907—1913 годах вела педагогическую деятельность в московской Народной консерватории (совместно с Е. Линевой принимала участие в создании этой консерватории); в 1917 году преподавала в 1-м московском Музыкальном техникуме. 
В 1920-х годах принимала активное участие в организации концертов классической музыки в Крыму.
В 1921—1932 — профессор Московской консерватории, с 1926 — преподавала на Музыкальном рабфаке, а также в студии Большого театра. Среди её учеников — Елизавета Антонова, Иван Жадан, Любовь Ставровская, Нонна Полевая-Мансфельд.

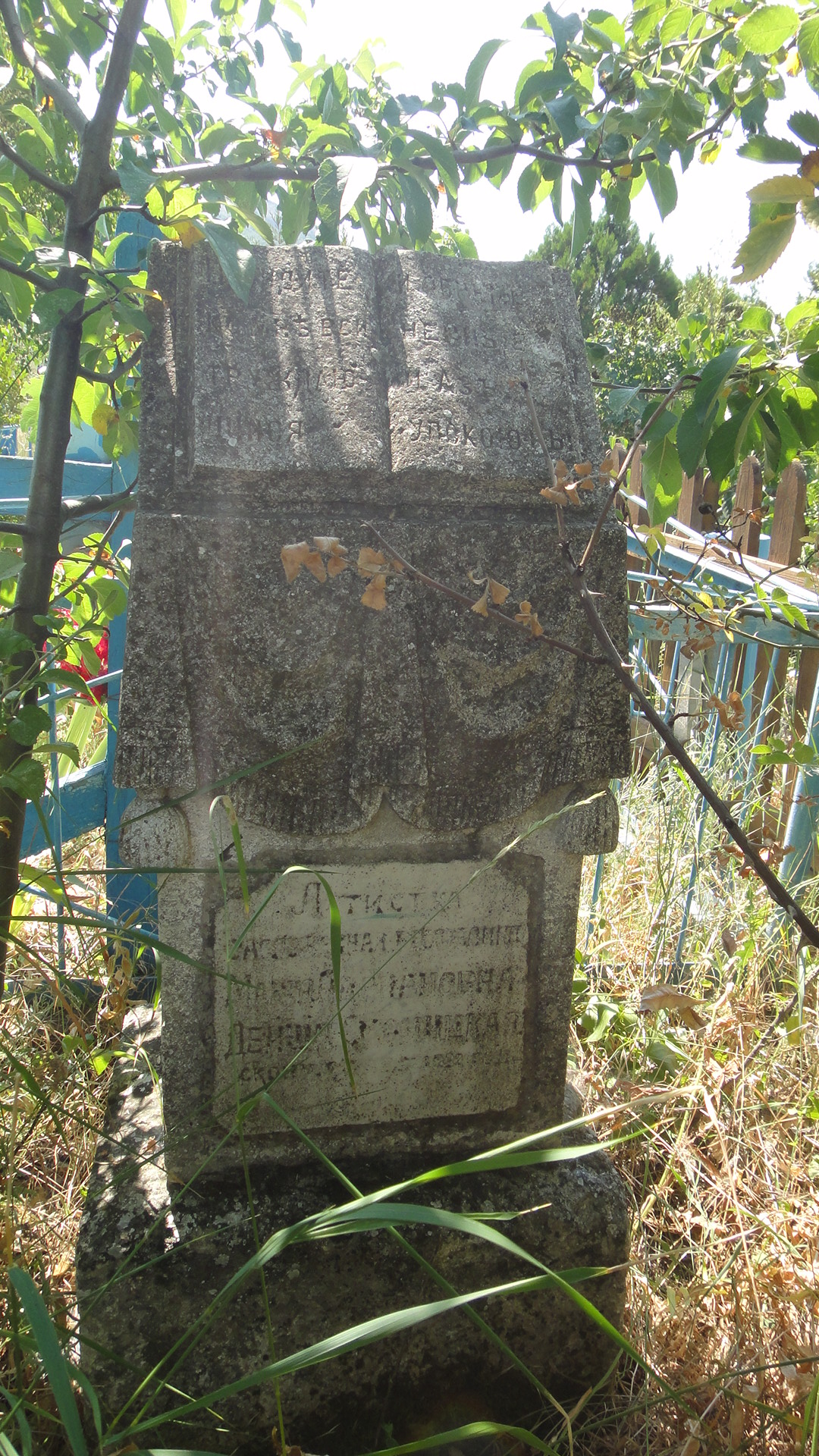
Могила на Коктебельском кладбище

Умерла 25 августа 1932 года в Коктебеле, похоронена на кладбище Коктебеля.
Главный теоретический труд певицы — брошюра «Пение в ощущениях» (Москва, 1926) — неоднократно переиздавалась в 2010-х годах.
Архивные материалы певицы хранятся в ГЦММК и ГЦТМ.

### Коктебель

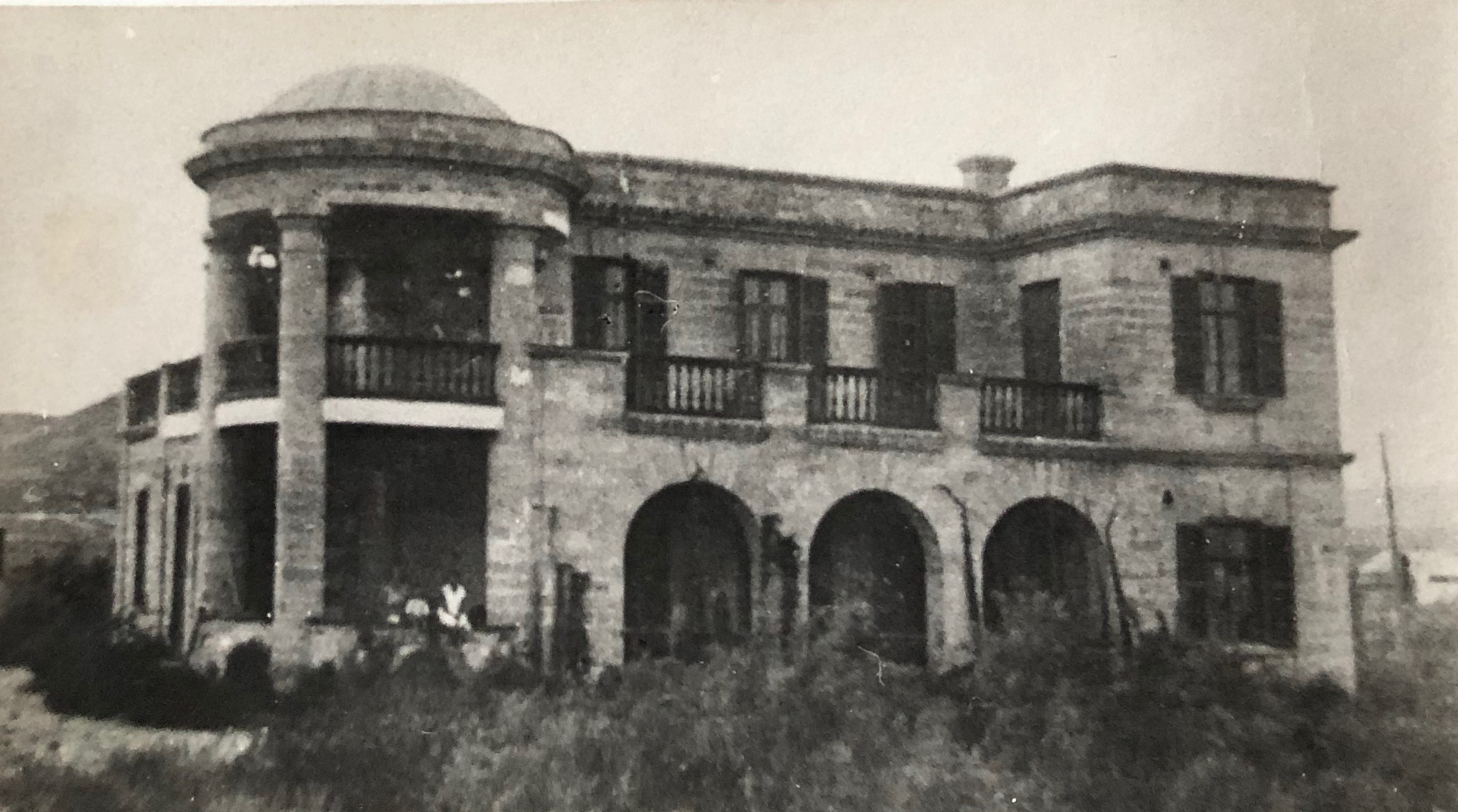
Вилла «Адриана» М. А. Дейши-Сионицкой в Коктебеле

В 1901 году Дейша-Сионицкая вошла в число знаменитых коктебельских дачевладельцев. В 1912 году построила большую дачу вилла «Адриана» (участок № 6) на берегу моря недалеко от дома Максимилиана Волошина. Волошин принимал участие в одном из музыкальных собраний на её вилле в 1916 году.
Музыкальные собрания Дейши-Сионицкой поддерживали чопорный великосветский тон в жизни Коктебеля вплоть до начала тридцатых годов. Летом 1917 года Дейша-Сионицкая заклеймила словом «обормотники» литературно-художественный кружок Волошина, который ориентировался на демократическую простоту и непритязательность в быту и общении, обвиняя их «во всех невыясненных… нарушениях порядка», а самого Волошина в подстрекательстве и большевизме. Она начинает собирать подписи среди крестьян и «нормальных дачников» под прошением о выселении Волошина с матерью из Коктебеля. Единственная эпиграмма, написанная Волошиным, посвящена Дейше-Сионицкой («М. А. Дейше-Сионицкой», 1917). Он также нарисовал шарж на Дейшу-Сионицкую, изобразив её сидящей на вилле «Адриана».
Несмотря на давнюю вражду, Волошин включил Дейшу-Сионицкую в охранные списки образованных людей, предлагая поручить ей руководство драматической секцией Наробраза (ноябрь 1920 года). В октябре 1928 года группа бедноты Коктебельского сельсовета вынашивала планы выселения Дейши-Сионицкой вместе с Волошиными, Юнге и другими привилегированными жителями Коктебеля. Попытки реквизировать её дачу продолжались и впоследствии, конец жизни Дейши-Сионицкой был омрачен борьбой за сохранение крыши над головой. 26 апреля 1930 года она по-соседски извещала Волошина, что в Наркомпросе, где она была на днях, ей сказали о «ликвидации неприятностей» с её домом и домом поэта.
После смерти Дейши-Сионицкой в 1932 году наследники передали её дачу ОСОАВИАХИМу. Дом превратился в базу авиапланеристов и вошёл в историю отечественной авиации как вилла «Адриана». Во время Великой Отечественной войны вилла была разрушена, но её архитектура и характерная открытая полуротонда была повторена в двух современных зданиях научно-исследовательской базы Центрального аэрогидродинамического института имени Жуковского (высшей лётно-планерной школы ОСОАВИАХИМ) на горе Клементьева близ Коктебеля.

## Творчество

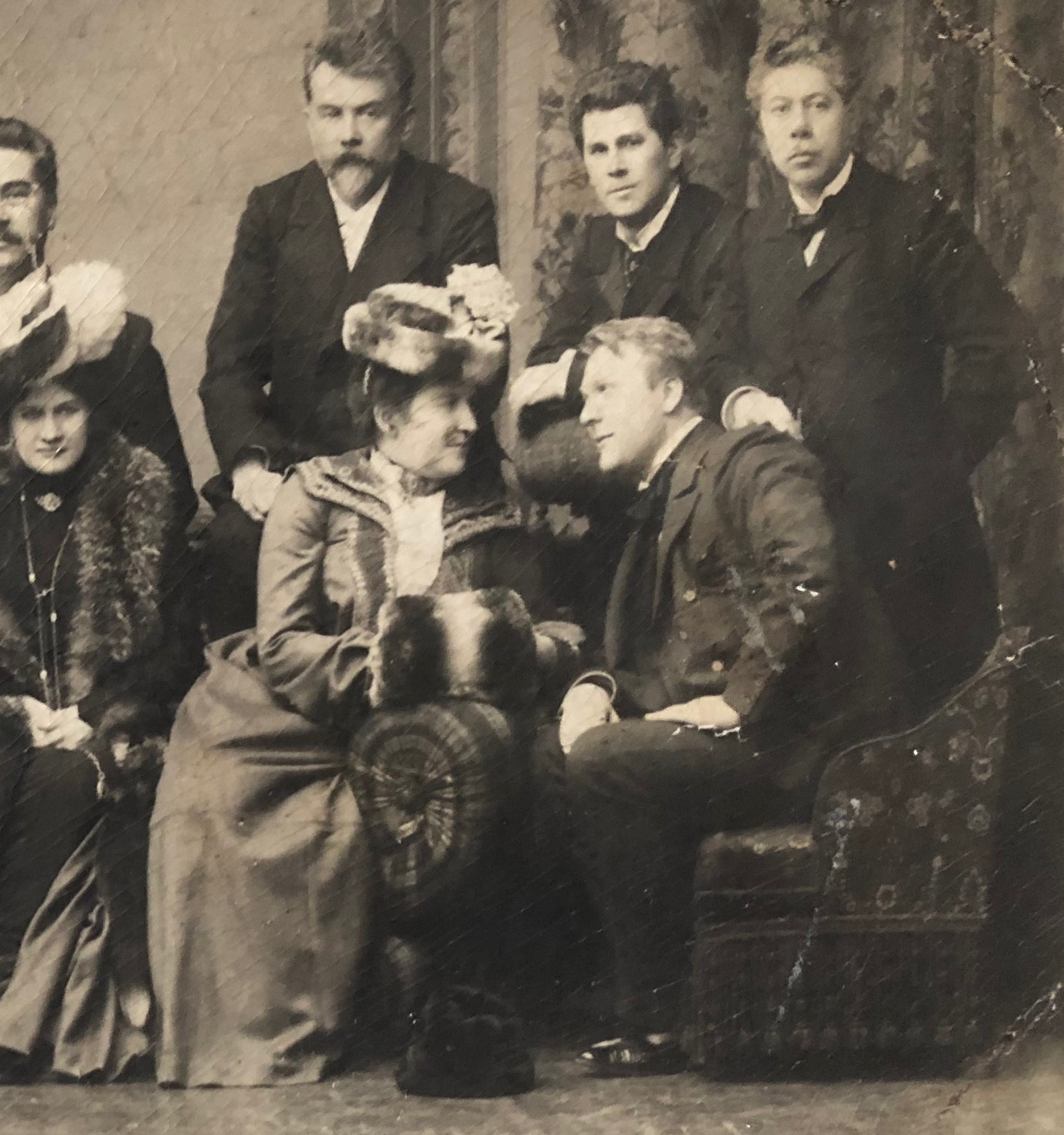
М. А. Дейша-Сионицкая и Ф. И. Шаляпин на групповой фотографии артистов Большого театра. Между 1899 и 1903 гг.

Обладала уникальным, сильным и ровным во всех регистрах голосом красивого тембра, лёгкой колоратурой. Её исполнительская манера отличалась задушевностью и артистизмом. Репертуар насчитывал свыше 40 разнохарактерных партий. Много выступала как камерная певица, в частности в концертах Кружка любителей русской музыки.
Первая исполнительница партий Земфиры («Алеко» С. И. Рахманинова), Луизы («Пир во время чумы» Ц. А. Кюи), Мариорицы («Ледяной дом» А. Н. Корещенко), Людмилы («Тушинцы» П. И. Бларамберга); в Мариинском театре — Джоконды («Джоконда» А. Понкьелли); в Большом театре — Ярославны («Князь Игорь»), Купавы («Снегурочка»), Оксаны («Ночь перед Рождеством»), Брунгильды («Валькирия»); на русской сцене — Елены («Мефистофель»), Брунгильды («Зигфрид»), Катарины Арагонской («Генрих VIII» К. Сен-Санса). Впервые исполнила ряд романсов С. И. Танеева.
П. И. Чайковский считал Дейшу-Сионицкую лучшей исполнительницей партий в своих операх. Н. А. Римский-Корсаков высоко оценил исполнение певицей партии Купавы. С. В. Рахманинов писал: «Лучше Земфиры — Сионицкой и Шаляпина — Алеко я никого не найду».
Лучшие партии певицы — Антонида, Наташа («Русалка»), Ярославна («Князь Игорь»), Земфира («Алеко»), Мария («Мазепа»), Лиза («Пиковая дама»), Татьяна, Кума Настасья, Купава, Аида, Валентина. Другие значительные работы певицы: Людмила («Руслан и Людмила»), Горислава, Маша («Дубровский»), Вера Шелога, Снегурочка, Иоланта; Донна Анна («Дон Жуан»), Агата («Вольный стрелок»), Алиса («Роберт-Дьявол»), Маргарита («Мефистофель»), Амелия, Селика.
Среди партнеров певицы такие знаменитости как Ф. Шаляпин, М. Баттистини, С. Власов, Л. Донской, Л. Клементьев, Б. Корсов, Л. Собинов, она пела под управлением У. Авранека, И. Альтани, Э. Направника, С. Рахманинова, Н. Федорова, П. Фельдта.

## Семья
- Муж — Василий Устинович (Иустинович) Сионицкий (похоронен рядом с Дейшей-Сионицкой на мемориальном кладбище Коктебеля), дворянин, инженер-технолог. Его сестра —  Вера Устиновна Коцюбинская.
- Сын — Адриан Васильевич Дейша (1896—1952), профессор Ново-Александрийского сельскохозяйственного и лесного института. В 1924 году он уехал в командировку в Париж и в Советскую Россию не вернулся. Его жена — Елена Репман, писательница.
  - Внук — Георгий (Жорж) Дейша, профессор геологии.
- Приемный сын — Николай Георгиевич Каретников (1899—1961), артист Московского государственного академического театра оперетты, преподаватель Московской государственной консерватории. Его жена — Мария Петровна (Ароновна) Гуревич (в первых браках Иванова, Сухова; 1896–1957)[4]. Их сын — Николай Николаевич Каретников.

## Звания и награды
- В 1903 году получила звание «Заслуженная артистка императорских театров».